# Jussi Tarvainen
Jussi Tarvainen (* 31. Mai 1976 in Lahti) ist ein ehemaliger finnischer Eishockeyspieler, der zuletzt bei LeKi in der Mestis unter Vertrag stand. 

## Karriere
Jussi Tarvainen begann seine Karriere als Eishockeyspieler in der Nachwuchsabteilung von KalPa Kuopio, für dessen Profimannschaft er von 1993 bis 1997 in der SM-liiga aktiv war. Anschließend spielte der Flügelspieler zwei Jahre lang für den Ligarivalen JYP Jyväskylä, ehe er von 1999 bis 2003 bei Tappara Tampere unter Vertrag stand. Mit Tappara scheiterte er 2001 und 2002 jeweils erst im Playoff-Finale, ehe er mit seiner Mannschaft im dritten Anlauf in der Saison 2002/03 Finnischer Meister wurde. Auch er selbst war in seiner Zeit bei Tappara erfolgreich und erhielt 2001 die Jari-Kurri-Trophäe als bester Spieler der SM-liiga-Playoffs. Im selben Jahr wurde er zudem in das All-Star Team der SM-liiga gewählt. In den Jahren 2001 und 2003 war er zudem bester Torschütze der SM-liiga-Playoffs. 
Von 2003 bis 2006 spielte Tarvainen für den Linköpings HC in der schwedischen Elitserien. Die Saison 2006/07 begann er beim EHC Basel in der Schweizer Nationalliga A und beendete sie bei den Malmö Redhawks in der Elitserien, wobei er mit Malmö jedoch den Abstieg in die zweite schwedische Spielklasse, die HockeyAllsvenskan, hinnehmen musste. Daher schloss er sich zur folgenden Spielzeit dem Elitserien-Teilnehmer Luleå HF an. Die Spielzeit beendete er allerdings beim EC Red Bull Salzburg in der Österreichischen Eishockey-Liga. Für Salzburg bereitete er in sieben Hauptrunden-Spielen zwei Tore vor. 
Zur Saison 2008/09 kehrte der Rechtsschütze in seine finnische Heimat zurück, in der er für SaiPa Lappeenranta in der SM-liiga auflief. Die Playoffs verbrachte er allerdings beim KLH Chomutov in der 1. Liga, der zweiten tschechischen Spielklasse. In der Saison 2009/10 trat er für den österreichischen Zweitligisten EC Dornbirn an, für den er in insgesamt 43 Spielen 82 Scorerpunkte, davon 31 Tore, erzielte, und mit dem er Meister der Nationalliga wurde. In der Saison 2010/11 bestritt er zwei Spiele für LeKi in der Mestis. Anschließend beendete er seine Karriere. 

### International
Für Finnland nahm Tarvainen im Juniorenbereich an den U18-Junioren-Europameisterschaften 1993 und 1994 sowie den U20-Junioren-Weltmeisterschaften 1994, 1995 und 1996 teil. Im Seniorenbereich stand er in den Jahren 2003 und 2006 im Aufgebot seines Landes bei der Euro Hockey Tour.

## Erfolge und Auszeichnungen
- 2001 SM-liiga All-Star Team
- 2001 Jari-Kurri-Trophäe
- 2001 Bester Torschütze der SM-liiga-Playoffs
- 2003 Finnischer Meister mit Tappara Tampere
- 2003 Bester Torschütze der SM-liiga-Playoffs
- 2010 Nationalliga-Meister mit dem EC Dornbirn

## Statistik
(Stand: Ende der Saison 2010/11)